# NGC 3895
NGC 3895 је спирална галаксија у сазвежђу Велики медвед која се налази на NGC листи објеката дубоког неба.
Деклинација објекта је + 59° 25' 59" а ректасцензија 11h 49m 3,8s. Привидна величина (магнитуда) објекта NGC 3895 износи 13,1 а фотографска магнитуда 14,0. NGC 3895 је још познат и под ознакама UGC 6785, MCG 10-17-80, CGCG 292-35, KCPG 303B, PGC 36907.